# Fritz Onnasch

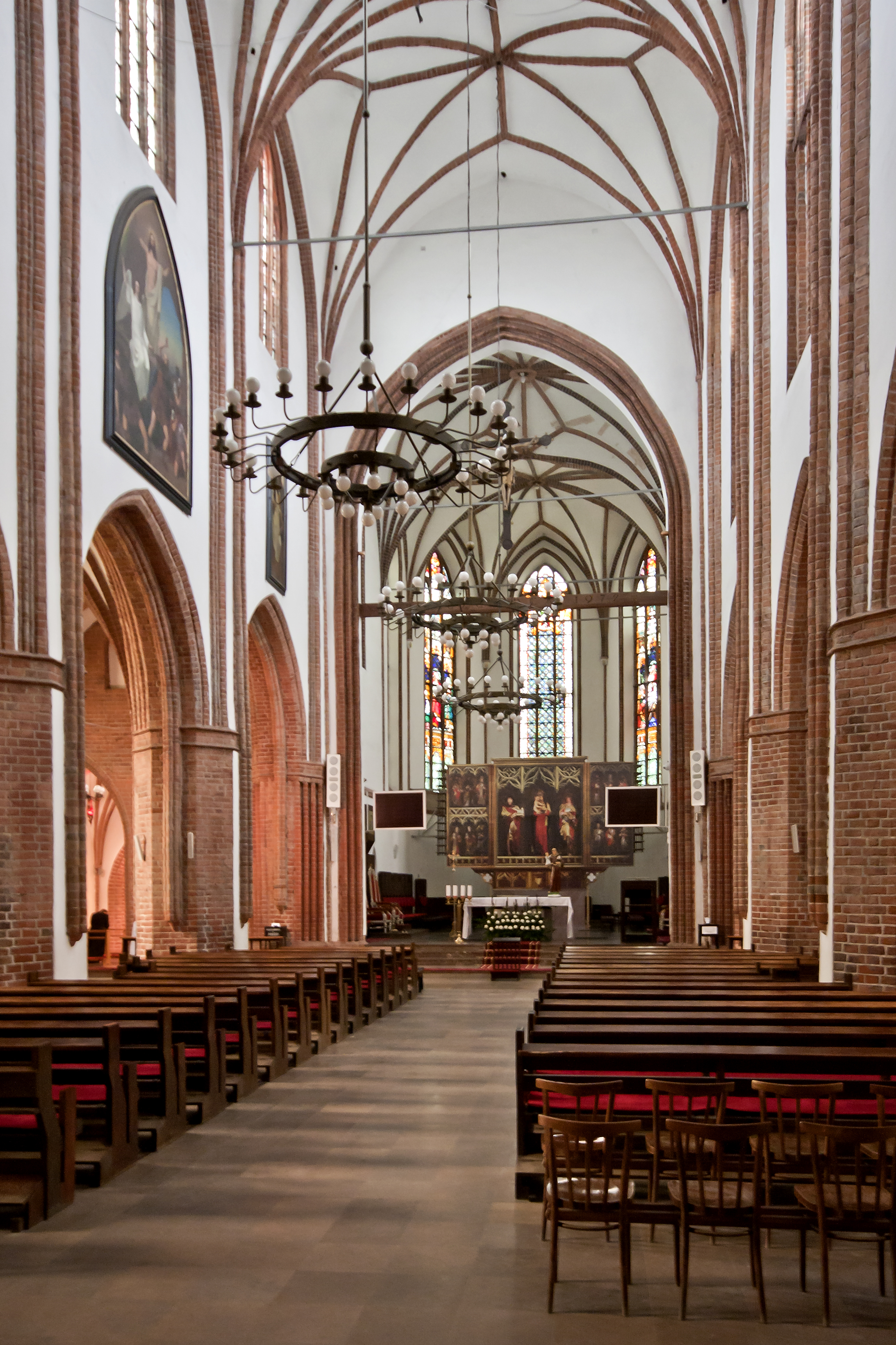
Innenraum der Marienkirche in Köslin, bis 1945 evangelische Pfarrkirche

Friedrich Karl Günter Onnasch (* 2. Mai 1911 in Lobetal bei Bernau; † 4. März 1945 in Köslin) war ein deutscher evangelischer Theologe und enger Mitarbeiter Dietrich Bonhoeffers.

## Jugend und Studium
Fritz Onnasch war der Sohn des Pfarrers und späteren Superintendenten Friedrich Onnasch (* 8. Oktober 1881 in Studsin; † 17. Februar 1945 in Berlinchen – von sowjetischen Soldaten erschossen) und der Maria geb. Frisius (* 1886; † 1969). Seine Kindheit verbrachte er in Lobetal. Im Alter von acht Jahren erkrankte er an Kinderlähmung. 1922 zog die Familie nach Köslin in Hinterpommern. Hier besuchte Fritz Onnasch das Gymnasium und legte 1929 das Abitur ab. Anschließend begann er an der Universität Tübingen mit dem Studium der Theologie, das er 1930 in Erlangen fortsetzte, wo er durch Paul Althaus geprägt wurde.

## Bekennende Kirche
1933 legte Onnasch das 1. Theologische Examen ab und wurde Vikar bei Johannes Bartelt in Glowitz, Kirchenkreis Stolp. Ein Jahr später wechselte er die Vikariatsstelle und kam nach Ferdinandshof. Er weigerte sich, in ein dem Konsistorium unterstelltes Predigerseminar eingewiesen zu werden, und brach 1934 alle Kontakte mit der Provinzialkirche ab.
Ab dem 1. April 1935 nahm Fritz Onnasch am ersten Kurs des von Bonhoeffer geleiteten Predigerseminars teil, der auf dem Zingsthof begann und dann in Finkenwalde fortgesetzt wurde. Onnasch trat der Kommunität des „Bruderhauses“ bei. Am 5. April 1936 wurde er in Stettin-Bredow durch Reinold von Thadden und Heinrich Rendtorff ordiniert. Er wohnte in Finkenwalde als Mitglied des Bruderhauses und hatte eine Hilfspredigerstelle in Stettin-Podejuch.
Seit dem 16. April 1937 war Onnasch an Stelle von Wilhelm Rott Studieninspektor von Finkenwalde und musste am 28. September desselben Jahres den Schließungsbefehl von der Geheimen Staatspolizei entgegennehmen.
Zum Jahresende 1937 erfolgte eine Welle von Verhaftungen von Pastoren der Bekennenden Kirche. Fritz Onnasch war vom 18. November bis zum 20. Dezember in Stettin inhaftiert. Anschließend war er Studieninspektor des Sammelvikariats, das im Pfarrhaus seines Vaters in Köslin beheimatet war, zugleich war er im Kirchenkreis Köslin als Hilfsprediger eingesetzt. Er lehnte 1938 die „Legalisierung“, das heißt Unterstellung unter das Konsistorium der Kirchenprovinz Pommern, ab und versuchte andere junge Pastoren davon zu überzeugen, ein Gleiches zu tun.

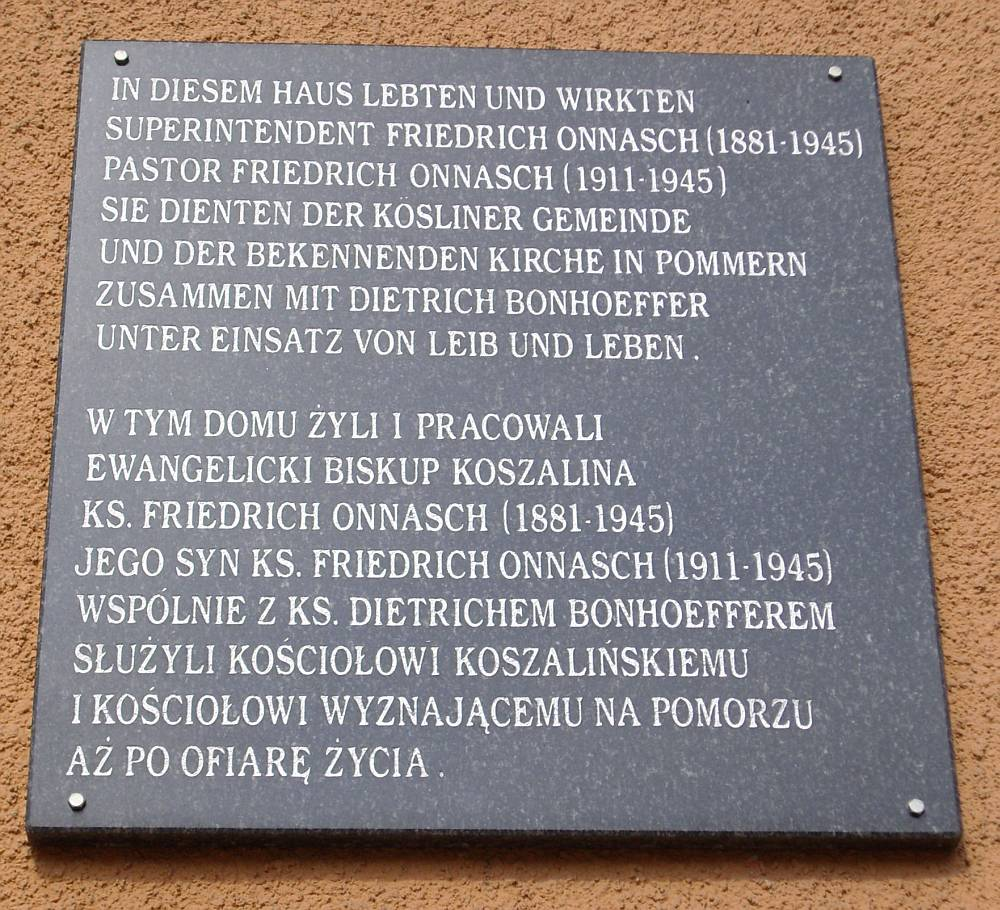
Zweisprachige Gedenktafel in Köslin

Am 17. September 1939 heiratete Onnasch Eberhard Bethges Schwester Margret (1913–2009). Nachdem sein Vater mit Aufenthaltsverbot für Pommern und Reichsredeverbot belegt war, nahm Fritz Onnasch leitende Aufgaben beim Bruderrat der Altpreußischen Union wahr. Die Eheleute zogen deshalb nach Stettin. Aus der Ehe gingen drei Söhne hervor: Friedrich-Wilhelm (* 1941), Kurt (1943–2020) und Martin. 
Im Mai 1943 musste Onnasch sich einer Beinamputation unterziehen. Er war als enger Mitarbeiter Bonhoeffers wahrscheinlich Mitwisser der Vorgänge um das Attentat vom 20. Juli 1944. Im Januar 1945 zog er zu seiner Familie nach Köslin. Den Räumungsbefehl befolgte das Ehepaar Onnasch nicht.

## Tod
Als die Rote Armee in Köslin einmarschierte, wurde Fritz Onnasch von sowjetischen Soldaten verhaftet, zwei Tage später fanden Nachbarn seinen Leichnam im Keller des Pfarrhauses. Sie begruben ihn im Pfarrgarten.

## Würdigung
Im Jahr 2004 wurde in Koszalin eine Gedenktafel an der ehemaligen Superintendentur angebracht, die an Friedrich und Fritz Onnasch erinnert.